# Locais de sepultamento dos presidentes da Turquia

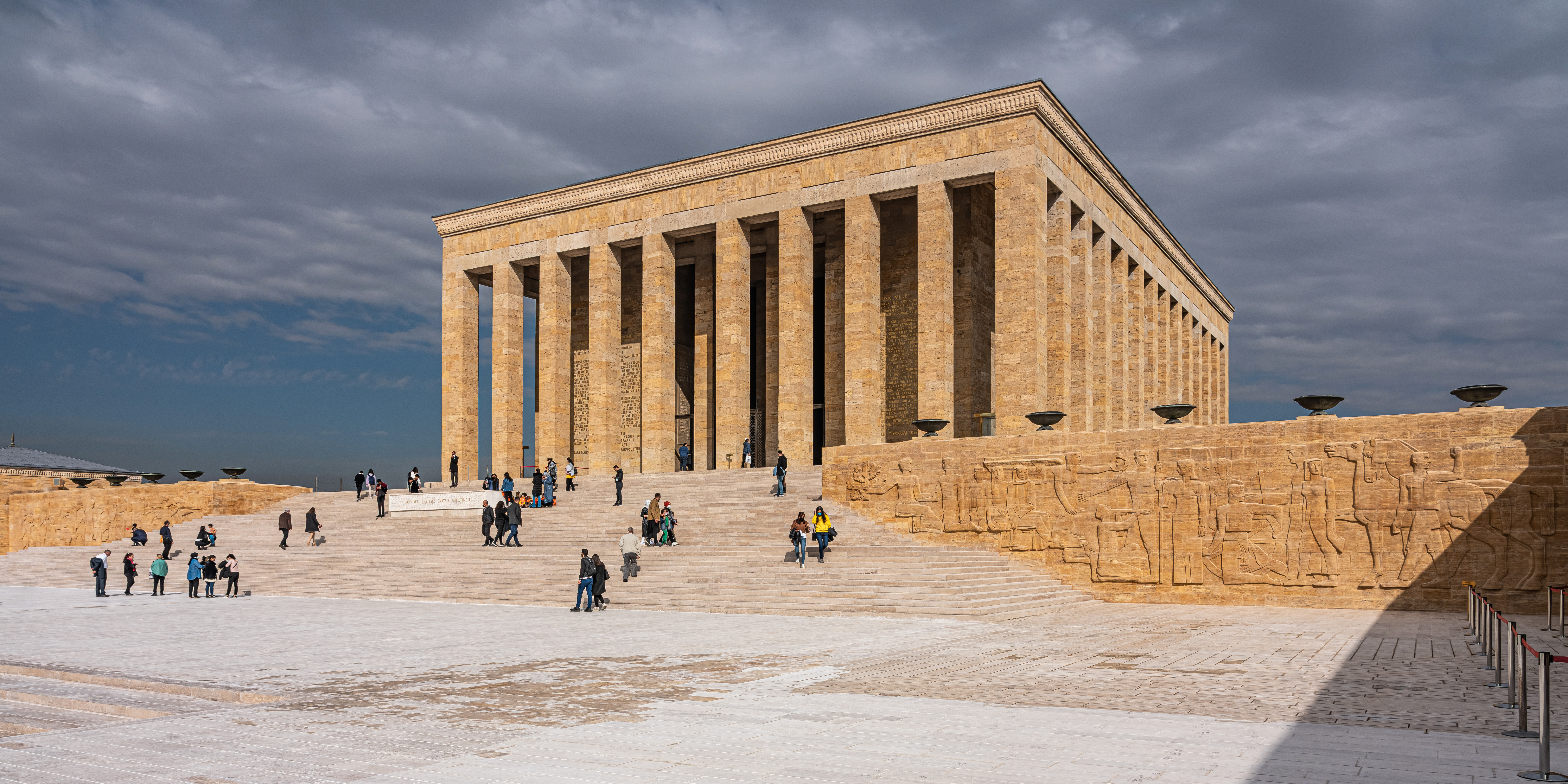
Anıtkabir é o mausoléu de Mustafa Kemal Atatürk, o fundador da Turquia

Esta é uma lista dos locais de sepultamento dos presidentes da Turquia.

## Lista
| OP | Presidente            | Data da morte          | Local da morte                                         | Local de sepultamento          | Cidade       | Imagem do local |
| -- | --------------------- | ---------------------- | ------------------------------------------------------ | ------------------------------ | ------------ | --------------- |
| 1  | Mustafa Kemal Atatürk | 10 de novembro de 1938 | Palácio Dolmabahçe, Istambul                           | Anıtkabir                      | Ancara       |                 |
| 2  | İsmet İnönü           | 25 de dezembro de 1973 | Mansão Rosa, Ancara                                    | Anıtkabir                      | Ancara       |                 |
| 3  | Celâl Bayar           | 22 de agosto de 1986   | Hospital da Academia Médica Militar de Gülhane, Ancara | Mausoléu de Celâl Bayar        | Bursa        |                 |
| 4  | Cemal Gürsel          | 14 de setembro de 1966 | Hospital Haydarpaşa, Ancara                            | Cemitério Estatal Turco        | Ancara       |                 |
| 5  | Cevdet Sunay          | 22 de maio de 1982     | Hospital Almirante Bristol, Istambul                   | Cemitério Estatal Turco        | Ancara       |                 |
| 6  | Fahri Korutürk        | 12 de outubro de 1987  | Casa de Korutürk em Moda, Istambul                     | Cemitério Estatal Turco        | Ancara       |                 |
| 7  | Kenan Evren           | 9 de maio de 2015      | Hospital de Formação e Pesquisa de Gülhane, Ancara     | Cemitério Estatal Turco        | Ancara       |                 |
| 8  | Turgut Özal           | 17 de abril de 1993    | Hospital da Universidade de Hacettepe, Ancara          | Mausoléu de Turgut Özal        | Istambul     |                 |
| 9  | Süleyman Demirel      | 17 de junho de 2015    | Hospital Güven, Ancara                                 | Mausoléu de Süleyman Demirel   | Isparta      |                 |
| 10 | Ahmet Necdet Sezer    | Vivo                   | Vivo                                                   | Desconhecido                   | Desconhecido |                 |
| 11 | Abdullah Gül          | Vivo                   | Vivo                                                   | Cemitério da Cidade de Caiseri | Caiseri      |                 |
| 12 | Recep Tayyip Erdoğan  | Vivo                   | Vivo                                                   | Cemitério de Karacaahmet       | Istambul     |                 |